# Toxophora amphitea
Toxophora amphitea är en tvåvingeart som beskrevs av Walker 1849. Toxophora amphitea ingår i släktet Toxophora och familjen svävflugor. Inga underarter finns listade i Catalogue of Life.